# Conseil départemental du Bas-Rhin
1800–1871
1919–2021
Entités précédentes :
- création

Entités suivantes :
- Collectivité européenne d'Alsace

Siège du conseil départemental à Strasbourg (aujourd’hui siège de la collectivité européenne d’Alsace).

Le conseil départemental du Bas-Rhin — conseil général du Bas-Rhin jusqu’en 2015 — était l'assemblée délibérante du département français du Bas-Rhin, collectivité territoriale décentralisée. Son siège se trouvait place du Quartier Blanc à Strasbourg. 
Il a été remplacé, conjointement au conseil départemental du Haut-Rhin, par l'assemblée d'Alsace le 1er janvier 2021, à la suite de la création de la collectivité européenne d'Alsace. Sa dernière séance s'est tenue le 30 novembre 2020. Les membres du conseil départemental du Bas-Rhin conservent leur mandat au sein de la nouvelle assemblée.

## Répartition des sièges

### En 2015-2020
| Parti                                | Sigle | Sigle | Élus |
| ------------------------------------ | ----- | ----- | ---- |
| Majorité (38 sièges)                 |       |       |      |
| Les Républicains                     |       | LR    | 24   |
| Union de la droite                   |       | UD    | 10   |
| Union des démocrates et indépendants |       | UDI   | 2    |
| Divers droite                        |       | DVD   | 2    |
| Opposition (8 sièges)                |       |       |      |
| Parti socialiste                     |       | PS    | 8    |
| Président du conseil départemental   |       |       |      |
| Frédéric Bierry (LR)                 |       |       |      |

## Présidents

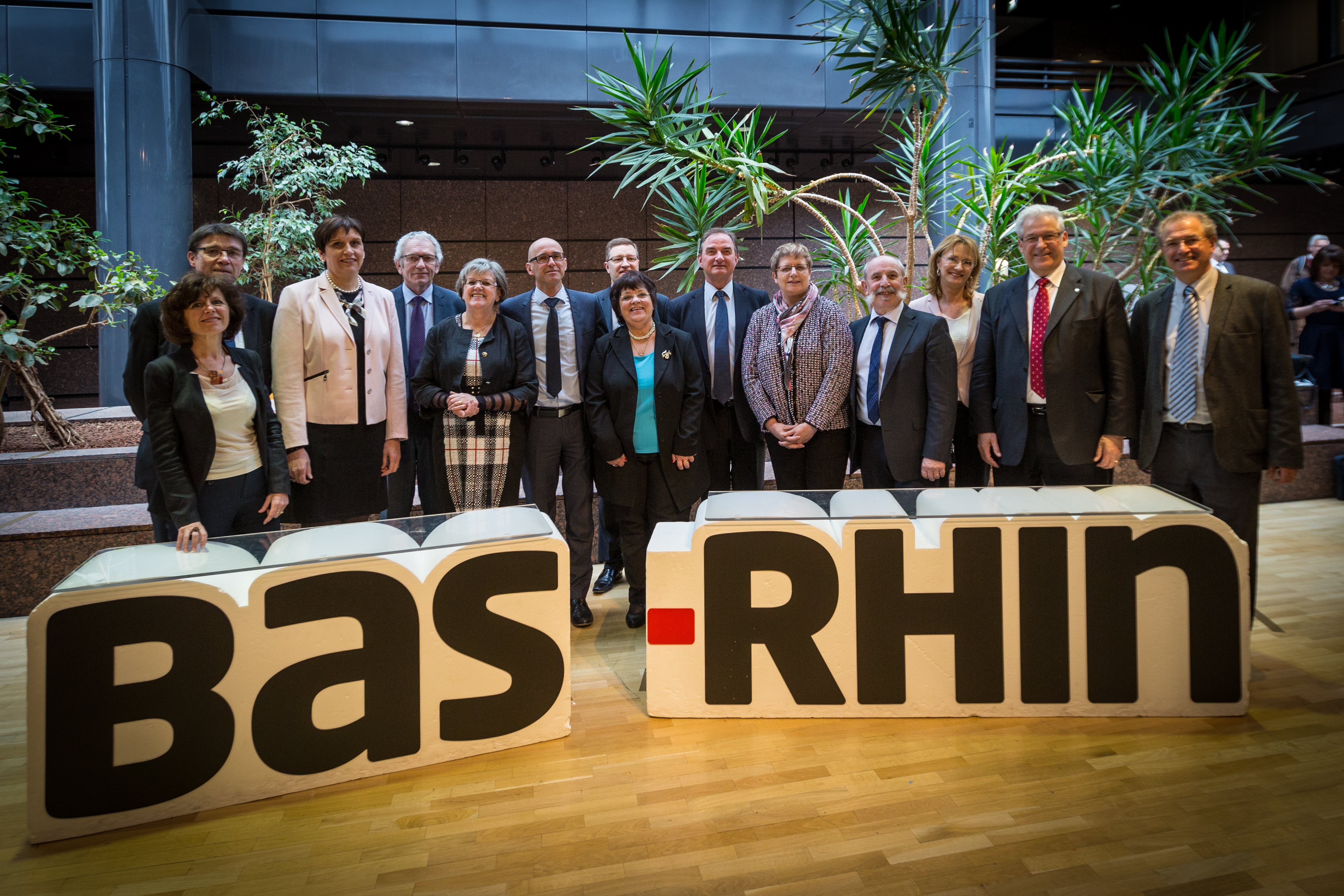
Exécutif (président et vice-présidents) du conseil départemental du Bas-Rhin après les élections départementales de 2015.

| Période                            | Période                      | Identité                     | Étiquette                    | Étiquette                    |
| Président du conseil général       | Président du conseil général | Président du conseil général | Président du conseil général | Président du conseil général |
| ---------------------------------- | ---------------------------- | ---------------------------- | ---------------------------- | ---------------------------- |
| 1919                               | 1922                         | Alphonse Schott              |                              | UPR                          |
| 1922                               | 1931                         | Alfred Oberkirch             |                              | UPR                          |
| 1931                               | 1940                         | Michel Walter                |                              | UPR                          |
| 1940                               | 1945                         | Conseil général suspendu     |                              |                              |
| 1945                               | 1949                         | Albert Bur                   |                              | MRP                          |
| 1949                               | 1951                         | Rodolphe Thormann            |                              | RPF                          |
| 1951                               | 1960                         | Pierre Pflimlin              |                              | MRP                          |
| 1960                               | 1966                         | Henri Meck                   |                              | CD                           |
| 1967                               | 1967                         | Albert Schmitt               |                              | MRP                          |
| 1967                               | 1979                         | André Bord                   |                              | UDR puis RPR                 |
| 1979                               | 1998                         | Daniel Hoeffel               |                              | UDF-CDS                      |
| 1998                               | 2008                         | Philippe Richert             |                              | UDF-FD puis UMP              |
| 2008                               | 2015                         | Guy-Dominique Kennel         |                              | UMP puis LR                  |
| Président du conseil départemental |                              |                              |                              |                              |
| 2015                               | 2020                         | Frédéric Bierry              |                              | LR                           |

## Identité visuelle (logotypes)

Logo du conseil général du Bas-Rhin utilisé jusqu'en 2010.
Logo du conseil général du Bas-Rhin de 2010 à 2014.
Logo du conseil départemental du Bas-Rhin de 2015 à 2018.
Logo du conseil départemental du Bas-Rhin de 2018 à 2020.